# جائزة الكرة الذهبية 1989
جائزة الكرة الذهبية 1989، جائزة سنوية تُعطى لأفضل لاعب كرة القدم في العالم من طرف مجلة فرانس فوتبول الفرنسية، كما تقرره لجنة دولية من الصحفيين الرياضيين، وفاز بالجائزة في 1989 اللاعب الهولندي ماركو فان باستن لاعب إيه سي ميلان.

## الترتيب
| الترتيب | اللاعب          | النادي       | الجنسية | النقاط |
| ------- | --------------- | ------------ | ------- | ------ |
| 1       | ماركو فان باستن | إيه سي ميلان | هولندا  | 119    |
| 2       | فرانكو باريزي   | إيه سي ميلان | إيطاليا | 80     |
| 3       | فرانك ريكارد    | إيه سي ميلان | هولندا  | 43     |